# Resolutie 746 Veiligheidsraad Verenigde Naties
Resolutie 746 van de Veiligheidsraad van de Verenigde Naties werd unaniem aangenomen op 17 maart 1992.

## Achtergrond
In 1960 werden de voormalige kolonies Brits Somaliland en Italiaans Somaliland onafhankelijk en samengevoegd tot de nieuwe staat Somalië. In 1969 greep het leger de macht en werd Somalië een socialistisch-islamitisch land. 
In de jaren 1980 leidde het verzet tegen het totalitair geworden regime tot een burgeroorlog en in 1991 viel het centrale regime. Vanaf dan beheersten verschillende groeperingen elk een deel van het land en enkele delen scheurden zich ook af van Somalië.

## Inhoud
De Veiligheidsraad:
- overweegt het verzoek van Somalië om de situatie in dat land in beschouwing te nemen;
- bevestigt resolutie 733;
- heeft het rapport van de secretaris-generaal van 11 maart 1992 over de situatie in Somalië in beschouwing genomen;
- neemt nota van de ondertekening van een staakt-het-vuren in Mogadishu op 3 maart en het akkoord over een VN-waarnemingsmissie hiervoor;
- betreurt het feit dat de fracties het staakt-het-vuren nog niet naleven en de verdeling van hulpgoederen dus nog steeds niet mogelijk is;
- is ontzet over de omvang van het menselijk lijden en bezorgd dat de situatie de wereldvrede bedreigt;
- denkt eraan dat rekening moet worden gehouden met de factoren in paragraaf °76 van het rapport;
- erkent het belang van samenwerking tussen de VN en regionale organisaties;
- benadrukt het belang van de humanitaire hulp die internationale organisaties onder moeilijke omstandigheden leveren;
- waardeert de medewerking van regionale organisaties, waaronder de Organisatie van Afrikaanse Eenheid, de Arabische Liga en de Organisatie van de Islamitische Conferentie;

1. waardeert het rapport;
2. dringt er bij de Somalische fracties op aan om het staakt-het-vuren na te leven;
3. dringt er bij alle fracties op aan om samen te werken met de secretaris-generaal en de levering van hulpgoederen mogelijk te maken;
4. vraagt de secretaris-generaal zijn humanitaire inspanningen voort te zetten;
5. doet een oproep aan alle lidstaten en hulporganisaties om hieraan bij te dragen;
6. steunt de secretaris-generaals beslissing om met spoed een technisch team te sturen;
7. vraagt dat team ook prioriteiten te stellen bij het opzetten van mechanismen voor de levering van hulpgoederen;
8. roept alle partijen op om de veiligheid en bewegingsvrijheid van het team en het personeel van hulporganisaties te respecteren;
9. roept de secretaris-generaal op om zijn consultaties met alle partijen voort te zetten om een conferentie voor nationale verzoening en eenheid op touw te zetten;
10. roept alle partijen op om mee te werken met de secretaris-generaal aan de uitvoer van deze resolutie;
11. besluit om op de hoogte te blijven tot er een vreedzame oplossing is bereikt.

## Verwante resoluties
- Resolutie 733 Veiligheidsraad Verenigde Naties
- Resolutie 751 Veiligheidsraad Verenigde Naties
- Resolutie 767 Veiligheidsraad Verenigde Naties

Lijst ·  726 ·  727 ·  728 ·  729 ·  730 ·  731 ·  732 ·  733 ·  734 ·  735 ·  736 ·  737 ·  738 ·  739 ·  740 ·  741 ·  742 ·  743 ·  744 ·  745 ·  746 ·  747 ·  748 ·  749 ·  750 ·  751 ·  752 ·  753 ·  754 ·  755 ·  756 ·  757 ·  758 ·  759 ·  760 ·  761 ·  762 ·  763 ·  764 ·  765 ·  766 ·  767 ·  768 ·  769 ·  770 ·  771 ·  772 ·  773 ·  774 ·  775 ·  776 ·  777 ·  778 ·  779 ·  780 ·  781 ·  782 ·  783 ·  784 ·  785 ·  786 ·  787 ·  788 ·  789 ·  790 ·  791 ·  792 ·  793 ·  794 ·  795 ·  796 ·  797 ·  798 ·  799